# Per Mertesacker
Per Mertesacker (Hannover, 1984. szeptember 29. –) világbajnok és Európa-bajnoki ezüstérmes német válogatott labdarúgó, jelenleg az Arsenal akadémia edzője.

## Pályafutása

### Fiatal évei
Mertesacker a TSV Pattensen nevű vidéki csapatnál kezdett focizni, 11 évesen került a Hannover 96 csapatához.

### Hannover 96
A Hannovernél nem tűnt különösebben tehetséges játékosnak, ezért egy év múlva már azon gondolkodott, hogy végleg felhagy a labdarúgással. Ezek ellenére a Hannover 96 edzője megengedte, hogy a profi csapat edzésein vegyen részt. 2003 novemberében először léphetett pályára a Bundesligában. Hamarosan profi szerződést ajánlottak neki, mégis négy hónapot kellett várnia a következő első osztályú mérkőzésre. 2004-ben már a legbiztosabb csapattagok közé tartozott, ebben a szezonban a német labdarúgók őt választották a legnagyobb német labdarúgó-reménységnek.

### Werder Bremen

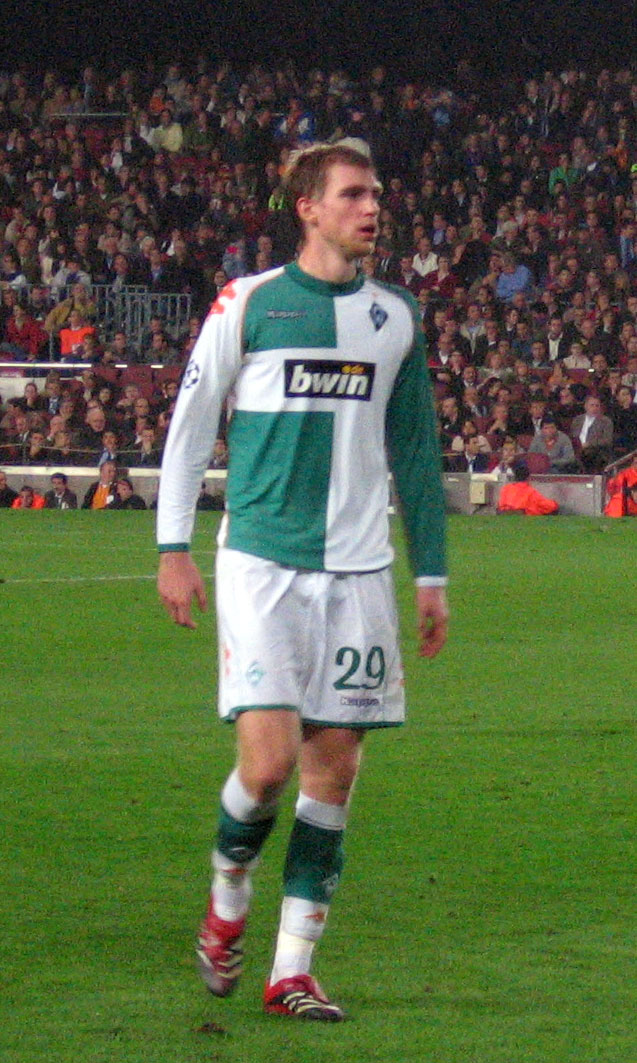
Mertesacker a Werder színeiben

2006. augusztusában igazolt Brémába a Werder csapatához, ahová 2012-ig írt alá.
A 2007–08-as szezonban megkapta élete első piros lapját a VfB Stuttgart elleni vereség alkalmából (6-3). A második helyen végeztek a bajnokságban, így a következő szezonban indulhatnak a Bajnokok Ligájában. A szezon végén, 2 évvel meghosszabbította az eredeti szerződést.
Miután visszatért a 2008-as Európa-bajnokságról, Mertesacker ismét hiányzott a szezon elejéről, térd sérülés és betegség miatt. Szeptemberben tért vissza a kezdőcsapatba. Gólt szerzett a Német Kupa elődöntőjének a visszavágóján a rivális Hamburg ellen, hosszabbításban 4-2-re nyertek. A következő mérkőzéseken mindig szerepelt, egy sérülés miatt kénytelen volt kihagyni a UEFA-kupa elődöntő második mérkőzését a Hamburg ellen. Később kiderült, hogy szalag szakadás történt a jobb bokájában amit műteni kellett. Kihagyta az UEFA-kupa döntőt, amit elvesztettek a Shakhtar Donetsk ellen, a győztes Német Kupa döntőt is kénytelen volt kihagyni.
Mertesacker jól kezdte a 2009-10 szezont is egy 5-0 arányú győzelemmel az FC Union Berlin ellen a DFB-Kupában, a szezon első játékában. Októberben szerezte az első gólját a szezonban egy 2-0-s Hoffenheim elleni győzelem során, és egy egyenlítő gólt is jegyzett az utolsó pillanatban a Bayer Leverkusen elleni februári összecsapásban.

### Arsenal
2011. augusztus 31-én hivatalosan bejelentették hogy az Arsenal játékosa lett. Első évében nem kapott sok játéklehetőséget a nagyon jó formában lévő Laurent Koscielny és a csapatkapitány-helyettes Thomas Vermaelen mögött. A 2012-13-as szezonban viszont a francia formahanyatlásának köszönhetően stabil kezdőember lett, csapata egyik legjobbja volt az őszi idényben. A Tottenham Hotspur FC ellen 5-2-re megnyert mérkőzésen gólt is fejelt. Tavasszal Koscilenyvel alkottak nagyon stabil védőpárost, a csapatkapitánnyá váló Vermaelen pedig kispadra szorult. A szezon során még egyszer betalált a Spurs hálójába, és a Fulham ellen is gólt fejelt. A 2013-14-es szezon elején az Aston Villa elleni vesztes, és a Fenerbahçe elleni nyertes meccsen ő viselhette a csapatkapitányi karszalagot, Thomas Vermaelen és Mikel Arteta hiányában.

### A válogatottban

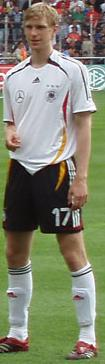
Mertesacker a válogatott mezében (2006)

A Hannover 96-nál elért sikereit követően hívta meg őt Jürgen Klinsmann a nemzeti válogatottba. A válogatottban 2004. október 9-én lépett először pályára az iráni labdarúgó-válogatott ellen. 2006-ban a világbajnokságon részt vevő német válogatott alapembere volt. A 2008-as Európa-bajnokságra Joachim Löw a német focirajongók nyomására hívta csak meg Mertesackert, ahol a csapattal együtt ezüstérmes lett. A 2010-es világbajnokságon is tagja volt a bronzérmet szerző válogatottnak.

## Statisztika

### Klub
| Teljesítmény klubjában | Teljesítmény klubjában | Teljesítmény klubjában | Bajnokság | Bajnokság | Kupa      | Kupa      | Nemzetközi | Nemzetközi | Összesen | Összesen |
| Szezon                 | Klub                   | Bajnokság              | Mérk.     | Gól       | Mérk.     | Gól       | Mérk.      | Gól        | Mérk.    | Gól      |
| Németország            | Németország            | Németország            | Bajnokság | Bajnokság | DFB-Pokal | DFB-Pokal | Európa     | Európa     | Összesen | Összesen |
| ---------------------- | ---------------------- | ---------------------- | --------- | --------- | --------- | --------- | ---------- | ---------- | -------- | -------- |
| 2003–04                | Hannover 96            | Bundesliga             | 13        | 0         | 1         | 0         | 0          | 0          | 14       | 0        |
| 2004–05                | Hannover 96            | Bundesliga             | 31        | 2         | 4         | 1         | 0          | 0          | 35       | 3        |
| 2005–06                | Hannover 96            | Bundesliga             | 30        | 5         | 3         | 0         | 0          | 0          | 33       | 5        |
| 2006–07                | Werder Bremen          | Bundesliga             | 25        | 2         | 0         | 0         | 10         | 2          | 35       | 4        |
| 2007–08                | Werder Bremen          | Bundesliga             | 32        | 1         | 3         | 0         | 9          | 0          | 44       | 1        |
| 2008–09                | Werder Bremen          | Bundesliga             | 23        | 2         | 3         | 1         | 13         | 1          | 39       | 4        |
| 2009–10                | Werder Bremen          | Bundesliga             | 33        | 5         | 5         | 0         | 10         | 0          | 48       | 5        |
| 2010–11                | Werder Bremen          | Bundesliga             | 29        | 2         | 2         | 0         | 7          | 0          | 38       | 2        |
| 2011–12                | Werder Bremen          | Bundesliga             | 4         | 0         | 0         | 0         | 0          | 0          | 4        | 0        |
| Karrierje összesen     | Karrierje összesen     | Karrierje összesen     | 216       | 19        | 21        | 2         | 49         | 3          | 286      | 24       |

### Válogatott góljai
| #  | Időpont       | Helyszín                              | Ellenfél   | Gól | Eredmény | Kiírás                                     |
| -- | ------------- | ------------------------------------- | ---------- | --- | -------- | ------------------------------------------ |
| 1. | 2005.06.05.   | Waldstadion, Frankfurt, Németország   | Ausztrália | 2–1 | 4–3      | 2005-ös konföderációs kupa                 |
| 2. | 2012.10.16.   | Olimpiai Stadion, Berlin, Németország | Svédország | 3–0 | 4–4      | 2014-es labdarúgó-világbajnokság-selejtező |
| 3. | 2013.09.10.   | Tórsvøllur, Tórshavn, Feröer-szigetek | Feröer     | 1–0 | 3–0      | 2014-es labdarúgó-világbajnokság-selejtező |
| 4. | 2013. 11. 19. | Wembley Stadion, London, Anglia       | Anglia     | 1–0 | 1–0      | barátságos mérkőzés                        |

## Sikerei, díjai

### Klubcsapatokban
- Werder Bremen
  - Német bajnokság bronzérmes: 2006–07
  - Német bajnokság ezüstérmes: 2007–08
- Arsenal
  - FA-kupa: 2013–14
  - Angol szuperkupa: 2015

### Válogatottal
- Németország
  - Világbajnokság bronzérmes: 2006, 2010
  - Világbajnokság aranyérmes: 2014
  - Európa-bajnokság bronzérmes: 2012; ezüstérmes: 2008

## Fordítás
- Ez a szócikk részben vagy egészben  a   Per Mertesacker című angol Wikipédia-szócikk fordításán alapul.  Az eredeti cikk szerkesztőit annak laptörténete sorolja fel. Ez a jelzés csupán a megfogalmazás eredetét és a szerzői jogokat jelzi, nem szolgál a cikkben szereplő információk forrásmegjelöléseként.